# هوهنترام
هوهنترام (به آلمانی: Hohentramm) یک منطقهٔ مسکونی در آلمان است که در بتسندورف واقع شده‌است. هوهنترام ۲۵۳ نفر جمعیت دارد.